# Utrikesmagasinet
Utrikesmagasinet är en nättidning som behandlar aktuella internationella frågor. Utrikesmagasinet ägs av Utrikespolitiska institutet och görs av publicistiskt oberoende redaktion. Allt material är fritt tillgängligt på www.utrikesmagasinet.se. 
Tidningen startades våren 2016 som en efterföljare till kvartalstidskriften Internationella studier som utgavs mellan åren 1968-2015.
Artiklarna skrivs av institutets egna experter och redaktörer men även av externa skribenter med särskilda kunskaper sina områden.
Redaktörer
- Bitte Hammargren 2016–2017
- Leif Hallstan 2018–2019
- Ylva Lindahl och Lena Höglund 2020–